# 타나강망가베이
타나강망가베이 (Cercocebus galeritus)는 긴꼬리원숭이과에 속하는 영장류의 일종이다. 멸종 위험이 높은 종의 하나이다. 일부 분류학자들은 날쌘망가베이와 산제이망가베이를 타나강망가베이의 아종으로 간주해 왔지만 다른 학자들은 완전한 별도의 종으로 취급하고 있다.
케냐 남동부 타나강 하류를 따라 조각난 강변 숲 서식지의 토착종이다. 최근 수십년 동안의 서식지 감소와 질 저하때문에 위협을 받고 있다. 타나강망가베이는 똑같이 멸종 위기에 처한 타나강붉은콜로부스와 함께 1978년 타나강영장류 국립보전구역을 만든 주된 이유였지만 이 보전 구역 안에서 사람의 침입은 계속되고 있다. 최근 2만 헥타르의 타나강 삼각주를 사탕수수 농장으로 전환하려는 시도가 있었지만 케냐 고등법원이 이를 중단시켰다.

## 특징
타나강망가베이는 보통 크기의 영장류로 부분적인 잡는 꼬리 능력을 지닌 긴 꼬리와 황갈색 털을 갖고 있으며 머리 가운데 윗부분에 길고 짙은 털이 나 있다. 다른 흰눈꺼풀망가베이 종들처럼 어두운 색의 얼굴과 대조되는 흰색 눈꺼풀을 갖고 있다. 눈꺼풀의 이러한 대조는 종들 사이의 복잡한 의사 소통 체계의 일부로 사용되는 것으로 간주되고 있다. 또한 단단한 견과류와 씨앗, 열매를 먹기 위해 특수한 이빨 형태를 지니고 있다.